# Christophe Jacrot
Christophe Jacrot est un réalisateur et photographe français qui a développé un projet artistique sur les intempéries (pluie, neige) et sur l'hiver.

## Biographie

### Les débuts comme réalisateur
Christophe Jacrot pratique la photographie depuis l’adolescence , mais c’est d’abord dans le monde du cinéma qu’il se fait connaître. Il signe la réalisation de plusieurs courts métrages dont Lifting (Prix spécial du jury au Festival d’Avoriaz et Prix de la presse au Festival de Chamrousse en 1989) et Soutien de famille (Grand Prix de la jeunesse au festival de Montecatini en 1994, Grand Prix du Public à Prades en 1996). En 2000, il réalise un long-métrage, Prison à domicile, qui offre à Élie Kakou son dernier rôle.

### Le projet photographique sur les intempéries en ville
Les contraintes financières et de rentabilité propres à l’industrie cinématographique ramènent peu à peu Christophe Jacrot à la photographie. Il engage alors un projet artistique sur les villes sous les intempéries, avec une première série consacrée à Paris, qui donne lieu à une exposition à la Galerie du Lucernaire , et à la publication d’un livre aux éditions du Chêne, intitulé Paris sous la pluie. Christophe Jacrot poursuit ensuite son exploration des grandes métropoles de l'hémisphère Nord sous la pluie et sous la neige à New York, Chicago, Hong Kong, Macao, ou encore en Inde .
En octobre 2016 Christophe Jacrot publie "Météores" (h'Artpon éditions), livre qui récapitule son projet sur les intempéries en ville au fil de 140 pages et d'une sélection de 90 photographies. Très remarqué à sa sortie, cet ouvrage donne lieu à un portfolio de huit pages dans le magazine l'Express , fait la une du magazine Chasseur d'images  et vaut à Christophe Jacrot plusieurs invitations à la radio  et sur les plateaux de télévision.

### New York in Black: une série sur Manhattan plongé dans les ténèbres
Christophe Jacrot se trouve à New York fin octobre 2012 lors du passage de l’ouragan Sandy, qui plonge Manhattan dans un gigantesque black-out. Il prend alors des clichés des quartiers privés d’électricité et entièrement plongés dans le noir . D'abord publiées sur le site du photographe, ces images à la beauté fantomatique, qui révèlent toute la fragilité de la mégalopole américaine, trouvent un écho immédiat sur internet, attirant particulièrement l'attention de l'éditrice et commissaire d'exposition américaine Elizabeth Avedon . Exposées notamment à Bruxelles (2012) et Paris (2013 et 2017), elles donnent lieu à la publication du livre "New York in Black" (h'Artpon éditions, 2017) .

### Snjór: une série sur l'hiver en Islande
En 2015 et 2016, Christophe Jacrot fait six voyages en Islande pour y saisir la beauté de l'hiver. Il en tire une série baptisée "Snjór", mot qui en islandais signifie "neige". Cette série donne lieu en 2017 à une exposition, Galerie de l'Europe (Paris), ainsi qu'à la publication d'un beau livre . Cet ouvrage est unanimement salué par la presse. "Pour nous assurément l’un des plus beaux livres de l’année", écrit ainsi Benjamin Favier, rédacteur en chef du Monde de la Photo . Sur l'antenne de France Culture, Yasmine Youssi, rédactrice en chef culture du magazine Télérama, en fait un éloge appuyé qualifiant le livre de "magnifique, absolument somptueux" . Rapidement épuisé, "Snjór" fait l'objet d'une seconde édition l'année suivante .

## Démarche artistique
L’œuvre de Christophe Jacrot se rattache à la fois aux courants humanistes et pictorialistes . Sa démarche artistique est souvent rapprochée de celle des photographes américains de rue comme Saul Leiter et Elliott Erwitt, ainsi que des estampistes japonais comme Hiroshige ou Kawase Hasui, qui ont fréquemment représenté la pluie et la neige . « La pluie, la neige, le “ mauvais temps ”, offrent des univers visuels qui généralement nous échappent parce que nous les fuyons en cherchant à nous mettre à l’abri. J’ai voulu en capter les lumières subtiles, le fort pouvoir évocateur et romanesque, en adoptant une approche délibérément picturale et émotionnelle », explique Christophe Jacrot .

## Notoriété
Depuis 2008, Christophe Jacrot a entamé une collaboration avec la Galerie de l'Europe (55, rue de Seine, Paris 6e), où il expose chaque année . Ses photos ont également été exposées à New York, Tokyo, Hong Kong, Bruxelles, Singapour, Shangaï ou encore Istanboul.Elles connaissent un important succès auprès des collectionneurs mais également auprès d’un large public dans le monde entier, comme en témoigne la popularité de ses images sur Internet. Le compte Instagram du photographe comptait ainsi près de 29.000 abonnés début 2018 .

## Filmographie
- 1983 : La petite annonce (court)
- 1985 : Gratte-ciel (court)
- 1986 : L'effeuilleuse  (court)
- 1986 : Au petit bois joli  (court)
- 1987 : Surcharge (court)
- 1989 : Lifting  (court)
- 1989 : Le bus (court)
- 1991 : Service après-vente (court)
- 1993 : Soutien de famille avec Marthe Mercadier (court)
- 1995 : Le videur(court)
- 1997 : Le monstre (court)
- 1999 : Prison à domicile avec Jean-Roger Milo, Ticky Holgado et Élie Kakou

## Expositions
- 2007 Il pleut à Paris (Galerie du Lucernaire, Paris) [24]
- 2008 Paris sous la pluie (Galerie de l'Europe, Paris)
- 2009 Hong Kong sous la pluie (Galerie de l'Europe, Paris)[25]
- 2010 Hiver en villes (Galerie de l'Europe, Paris)[26]
- 2011 Promenade in The Rain (Axelle Fine Art, New York) [27]
- 2011 The Sound of Rain (Soda Gallery, Istanbul)[28]
- 2011 Eaux fortes (Galerie de l'Europe, Paris)[29]
- 2012 Winter in Town (Axelle Fine Art, New York)[30]
- 2012 Neige (Galerie de l'Europe, Paris)[31]
- 19 avr./11 mai 2013 "Black & White" (Young Gallery, Bruxelles) [32]
- 17 Sept./oct. 2013 Artistry (Artemiss Gallery, Singapour)[33]
- Nov. 2013/janv. 2014 "New York in Black" (Galerie de l’Europe, Paris) [34]
- Juin/juil. 2014 Heist photography (Londres)
- Nov. 2014/janv. 2015 "Blizzard" (Galerie de l’Europe, Paris) [35]
- Nov. 2015/janv. 2016 "Météores" (Galerie de l’Europe, Paris) [36]
- Déc.2015/janv.2016 "Météores" (Galerie Art Passions, Genève) [37]
- Mai/juin 2016 "Under the Veil" (Bruno Gallery, Singapour) [38]
- Nov. 2017 Fotofever (Carrousel du Louvre, Paris)
- Nov. 2016/janv. 2017 "Snjór" (Galerie de l’Europe, Paris) [12]
- Déc. 2017 / Janvier 2018 "New York in Black" (Galerie de l’Europe, Paris) [39]